# (100077) Tertzakian
(100077) Tertzakian est un astéroïde de la ceinture principale.

## Description
(100077) Tertzakian est un astéroïde de la ceinture principale. Il fut découvert le 7 août 1992 à l'observatoire Palomar par Andrew Lowe. Il présente une orbite caractérisée par un demi-grand axe de 2,62 UA, une excentricité de 0,21 et une inclinaison de 14,1° par rapport à l'écliptique.
Il a été nommé Tertzakian en l'honneur de l'économiste Peter Tertzakian.

## Compléments